# Ceratocanthus monrosi
Ceratocanthus monrosi is een keversoort uit de familie Hybosoridae. De wetenschappelijke naam van de soort is voor het eerst geldig gepubliceerd in 1959 door Martínez & Pereira.